# 驕傲男孩
骄傲男孩（英語：Proud Boys）是一个完全由男性组成的北美极右翼新法西斯组织，宣扬并参与政治暴力。该组织领导人因暴力反对美国政府，包括宪法规定的总统权力移交而被定罪。它被称为街头帮派，在加拿大和新西兰被指定为恐怖组织。骄傲男孩以反对左翼和进步团体以及支持美国总统唐纳德·特朗普而闻名。
该团体于2016年由联合创始人、前评论员加文·麦金尼斯的领导下起源于极右翼的《Taki’s Magazine》，其名称取自2011年迪士尼音乐剧《阿拉丁》中的歌曲《为你的男孩骄傲》。尽管骄傲男孩最初是另类右翼的一部分，但麦金尼斯在2017年初与这场运动保持距离，称骄傲男孩是另类精英，而另类右翼的重点是种族。唐纳德·特朗普在2020年10月的总统辩论中发表的“骄傲的男孩们，退后，待命”的评论，被认为大大增加了人们的兴趣和招聘。在这番话因其表面上的支持而引起强烈抗议后，特朗普谴责了骄傲男孩，同时表示他对他们“了解不多”。
根据国际反恐中心的说法，该组织认为男性和西方文化正受到围攻，使用“西方沙文主义”作为白人种族灭绝阴谋论的委婉说法。成员参与了公然的种族主义事件以及以法西斯、反左翼和反社会主义暴力为中心的事件。南方贫困法律中心称该组织为“另类右翼斗争俱乐部”，是一个使用修辞手段掩盖其动机的仇恨团体。反诽谤联盟将骄傲男孩描述为“极端保守派”和“另类精英”，“公然仇视伊斯兰和厌女”，“跨性别恐惧和反移民”，“非常愿意接受各种种族主义者、反犹太主义者和偏执狂”，并指出该组织将暴力作为核心策略进行宣传和使用。
该组织已被禁止进入许多社交网络，包括Facebook、Instagram、Twitter、和YouTube。2021年2月，美国司法部宣布起诉与2021年美国国会大厦袭击事件有关的成员，该组织的加拿大分支在被指定为恐怖组织后解散。

## 建立
加文·麦金尼斯于1994年与人共同创办了《Vice》杂志，但由于“创作差异”于2008年被推出。根据《加拿大环球邮报》2017年的一篇简介，离开后，他开始“顽强地开辟一条通往美国文化极右翼边缘的崎岖但无情的道路”。骄傲男孩组织于2016年9月在极右翼出版物《Taki’s Magazine》的网站上成立，白人民族主义者理查德·B·斯宾塞曾担任该杂志的执行主编。在此之前，它作为一个以麦金尼斯为中心的团体非正式地存在，2016年7月布鲁克林分会的第一次聚会导致了他们在相遇的酒吧里发生争吵。
这个名字来源于1992年迪士尼电影《阿拉丁》的歌曲《为你的男孩骄傲》，但在制作过程中因故事变化而被省略，后来在2011年的音乐改编中出现。在歌曲中，角色阿拉丁为自己的坏儿子向母亲道歉，并承诺让母亲感到骄傲。麦金尼斯把它解释为阿拉丁为自己是个男孩而道歉。他第一次听到这首歌是在参加女儿的学校音乐独奏会时。这首歌“虚伪、谦逊、自私”的歌词成为了他的播客上的一个主题。麦金尼斯说这是世界上最令人讨厌的歌，但他听不够。
该组织被南方贫困法律中心和国家广播电台描述为仇恨团体。犯罪学家指出，骄傲男孩的入会仪式、参与犯罪和暴力行为、识别服装和纹身以及其他与街头帮派一致的特征。McInnes表示，女性和其他历史上受压迫群体的受害者心态是不健康的，他认为“这是成为受害者的动机。成为受害者很酷。”他认为白人男性和西方文化“受到围攻”，并将对其思想的批评描述为指责受害者。根据国际反恐中心的说法，他们的观点带有白人种族灭绝阴谋论的成分。根据反诽谤联盟（ADL）的说法，该团体是另类精英的一部分，“明显仇视伊斯兰”。ADL报告称，“从道义上讲，成员们赞同一系列零散的自由意志主义和民族主义比喻，称自己是反共和反政治正确的，但支持言论自由和自由市场。”2019年10月，骄傲男孩丹佛分会的成员与爱国者阵线的成员和新纳粹传统工人党的前成员一起游行。根据ADL的说法，“这些关系表明骄傲男孩不是一个亲西方的饮酒俱乐部，而是一个极端右翼的帮派。”2017年初，麦金尼斯开始与另类右翼保持距离，称他们的重点是种族，而他的重点是他所说的“西方价值观”。在“团结右翼”集会之后，这种重塑品牌的努力得到了加强。2018年，麦金尼斯说骄傲男孩是“新右翼”的一部分。
该组织美化针对反法西斯和左派的政治暴力，重新上演政治暗杀，并穿着赞扬奥古斯托·皮诺切特谋杀左派的衬衫。2016年4月，McInnes认为暴力是“解决问题的一种真正有效的方式”，他说：“我想要暴力，我想要打在脸上。我对特朗普的支持者打得不够感到失望。”2017年8月，他进一步表示，“我们不会开始战斗，但我们会结束战斗。”苏人解情报项目主任说，这种形式的蓄意侵略过去在极右翼团体中并不常见。她进一步表示，极右翼声称“我们会出现，我们打算打架”是新的说法。2018年，据报道，根据华盛顿克拉克县警长办公室的一份内部备忘录，联邦调查局将骄傲男孩归类为与白人民族主义有联系的极端组织。两周后，负责联邦调查局俄勒冈州办公室的特工澄清说，联邦调查局无意指定整个小组，只指定小组的一些成员，并将错误归咎于沟通失误。在会议期间，联邦调查局建议参考苏人解和其他外部机构对该团体的分类。
该组织反对女权主义，提倡女性屈从于男性的性别陈规定型观念。该组织有一个名为“骄傲男孩女孩”的女性成员辅助翼，支持同样的意识形态。ADL称“骄傲男孩”是一个“极端保守团体”。根据ADL的说法，麦金尼斯和骄傲男孩是厌恶女性的，将女性描绘成比男性“懒惰”和“没有野心”，并且“崇拜家庭主妇”。麦克因斯呼吁“强制一夫一妻制”，并批评女权主义是“癌症”。一些非白人男性，包括该组织主席、特朗普的佛罗里达州拉丁裔主任恩里克·塔里奥，加入了骄傲男孩组织，他们被该组织对男性的倡导、反移民立场和对暴力的拥抱所吸引。骄傲男孩声称谴责种族主义，塔里奥表示，该组织“长期以来一直有禁止种族主义、白人至上主义或暴力活动的规定”。然而，ADL认为该组织具有反犹太主义、仇视伊斯兰教和种族主义观点，该组织威胁、恐吓或暴力袭击反种族主义抗议者。该组织声称存在“西方固有的优越性”，不遗余力地掩盖成员与白人至上主义的联系。ADL指出，骄傲男孩“极端、挑衅性的策略，加上公开或隐含的种族主义、伊斯兰恐惧症、反犹太主义和厌女症，以及该团体如此分散、不一致和分散的事实，表明该团体应该是一个值得关注的重要原因”。
“骄傲男孩”已被社交媒体平台Facebook、Instagram、Twitter和YouTube禁止。2018年8月，推特根据其禁止暴力极端组织的政策，终止了该组织的官方账号以及麦金尼斯的账号。当时，该组织的个人资料照片显示，一名成员殴打一名反抗议者。脸书和Instagram于2018年10月禁止了该组织和麦金尼斯。同年，YouTube于2018年12月以侵犯版权为由禁止了骄傲男孩创始人。2020年6月16日，脸书宣布已从其平台上删除358个账户，从Instagram上删除172个与该组织有联系的账户。

## 活動和事件
自2016年成立以来，骄傲男孩的成员卷入了许多有争议的暴力事件，其中一些事件导致对参与者提起刑事指控。

### 2017年至2018年
在2017年3月4日于加利福尼亚州伯克利举行的特朗普集会上，凯尔·查普曼被记录到用木钉击打一名反抗议者的头部。查普曼的照片在网上疯传，“骄傲男孩”组织了一场众筹活动，在查普曼被捕后保释他。在此之后，麦金尼斯邀请查普曼加入骄傲男孩，并通过该组织成立了另类骑士兄弟会。2017年4月15日，自由复兴联盟在伯克利组织了一场另类右翼集会，该联盟没有寻求或获得许可，骄傲男孩、美国新纳粹组织和誓言守护者的成员参加了集会。这些人中的许多人是从美国其他地区来到伯克利的。集会遭到反抗议，暴力事件爆发，导致21人被捕。
2017年6月，麦金尼斯否认了计划在弗吉尼亚州夏洛茨维尔举行的“团结右翼”集会。然而，骄傲男孩参加了2017年8月由白人至上主义者杰森·凯斯勒组织的另类右翼活动。在组织这次活动之前，凯斯勒已经加入了骄傲男孩队。麦金尼斯说，在凯斯勒对种族问题的看法变得清晰后，他把他赶了出去。集会结束后，凯斯勒指责麦金尼斯利用他作为“替罪羊”，并说：“你是在试图蒙混过关，拯救自己的屁股。”亚历克斯·迈克尔·拉莫斯是因在集会上袭击德安德烈·哈里斯而被定罪的人之一，他与骄傲男孩和另类骑士兄弟会有关联。
骄傲男孩在美国西北太平洋地区已经活跃了好几年。从2017年9月开始，一直持续到2018年，骄傲男孩参加了爱国者祈祷会在俄勒冈州波特兰和附近的华盛顿州温哥华组织的几次集会。其中一次集会上的暴力场景被“骄傲男孩”变成了一个火热的卷轴，并在社交媒体上流传。2018年6月，极右翼游行演变成波特兰市中心的骚乱，导致5人住院治疗。

### 2018大都会共和党俱乐部事件
2018年10月，麦金尼斯在曼哈顿东区的大都会共和党俱乐部发表演讲。他戴着眼镜从车里出来，前面画着亚洲人的眼睛，从鞘里拔出一把武士刀。警察强迫他进去。后来，在活动中，麦金尼斯和骄傲男孩的一名亚裔成员重演了1960年暗杀日本社会党领袖浅沼英治的事件；一张带有字幕的暗杀照片在极右翼社交媒体上成为了一个迷因。《纽约时报》将此次活动的观众描述为“纽约极右翼亚文化的一个横截面：自由意志主义者、阴谋论者和民族主义者，他们团结起来反对伊斯兰教、女权主义和自由政治。”

#### 抗议者
反法西斯活动人士在活动前就开始在俱乐部外抗议，据报道还参与了破坏活动。在对立双方进行交叉挑衅后，骄傲男孩向抗议者冲去，抗议者扔了一个瓶子作为回应，导致了一场打斗。据报道，出席抗议活动的纽约市警察没有做出回应。

#### 事故
来自三个独立的视频证据确凿地表明，骄傲男孩在大都会共和党俱乐部事件后煽动了这场斗争。纽约市负责情报和反恐的副警察局长约翰·米勒表示，“像这样的事件使骄傲男孩更有可能”成为当局“更关注的对象”。
十名与骄傲男孩有关的男子因与2018年10月事件有关而被捕。七人对包括暴乱、扰乱治安和袭击未遂在内的各种指控表示认罪。
其中三人接受了认罪协议。其中一人承认一项暴乱罪和一项袭击未遂罪，并同意完成五天的社区服务，以换取無需監禁。另外两人对扰乱治安的指控认罪，并同意完成五天的社区服务。
2019年8月，又有两名成员在陪审团审判后被判帮派袭击未遂、袭击未遂和暴乱罪；陪审团商议了一天半，才驳回了他们的自卫主张。黑尔和金斯曼分别被判处四年有期徒刑。最后一名被告正在等待审判。
被殴打的四名反法西斯受害者不配合检察官，甚至到了暴露身份的程度，他们只被称为“剃光头”、“马尾辫”、“卡其布”和“尖刺腰带”。由于这种不合作，骄傲男孩没有被指控袭击，这需要受伤的证据，而是被控暴乱和袭击未遂。审判中的大部分证据来自视频。

#### 后果
该事件的余波使该组织内部陷入混乱。在麦金尼斯名义上离开该团体后，据报道该团体的“长老会”接管了控制权。该组织的律师被任命为分会主席。范戴克此前因起诉新闻媒体和反法西斯活动人士报道该组织以及使用种族主义语言在网上进行暴力威胁而闻名。
该组织随后在网上公开发布了新的章程，列出并编辑了“长老会”成员的姓名。后来发现，编辑工作搞砸了，因为可以通过在发布文件的黑条上进行选择来访问名称列表。一天后，该分会宣布范戴克不再担任该集团的领导人，恩里克·塔里奥是该集团的新任主席。

### 2019年要求言论自由集会
2019年7月6日，在华盛顿特区的自由广场和潘兴公园举行了一场名为“无需演讲”的“骄傲男孩”集会，吸引了约250人。麦金尼斯、劳拉·卢默和米洛·伊安诺普洛斯出现了，而前特朗普顾问罗杰·斯通和雅各布·沃尔没有出现。街对面的反抗议和舞会吸引了比主要集会更多的人。警方表示，极右翼和安提法之间只发生了小规模冲突，没有逮捕任何人。
共和党候选人奥马尔·纳瓦罗是民主党众议员玛克辛·沃特斯国会席位的长期挑战者，他退出了活动，在推特上表示，他的前女友、自称“MAGA关系专家”的德安娜·洛林威胁他，使用可卡因并与骄傲男孩成员发生性关系。作为对纳瓦罗推文的回应，骄傲男孩发布了一段视频，视频中前InfoWars工作人员乔·比格斯和伊桑·诺丹是一段病毒视频的明星，视频显示他殴打一名反法抗议者，他们在视频中将纳瓦罗“驱逐”出骄傲男孩。骄傲男孩组织主席恩里克·塔里奥称该组织是“支持毒品的”。其他原定参加集会的发言人已经取消了露面，原因显然与纳瓦罗的指控无关。

### 2019年结束国内恐怖主义集会
2019年8月17日，骄傲男孩和乔·比格斯在波特兰组织了一场示威活动，几个极右翼团体的成员参加了示威活动。“结束国内恐怖主义”集会有时被命名为“宁死不红”，旨在宣传反法西斯应被归类为“国内恐怖主义”的观点。它受到了全国的关注，包括特朗普总统的一条推特。集会前一天，曾在2017年和2018年组织过类似活动的爱国者祈祷会的乔伊·吉布森因被控在2019年5月1日的一次事件中犯有重罪暴乱而被拘留。骄傲男孩组织了8月的活动，以回应6月29日在波特兰集会上蒙面示威者袭击保守派博主Andy Ngo的视频。“结束国内恐怖主义”活动吸引了比参与者更多的反示威者（至少有一个团体提前敦促其成员不要参加），并以“骄傲男孩”要求警察护送离开而告终。

### 2020年新冠肺炎误传
与其他极右翼团体一样，骄傲男孩表现出了与反疫苗接种运动共同努力的兴趣，并进行招募和筹款。
2020年5月1日，位于蒙特利的米德尔伯里国际研究所的恐怖主义、极端主义和反恐中心（CTEC）编写了一份报告，调查骄傲男孩对反封锁抗议和新冠肺炎错误信息的影响。该组织的成员在社交媒体上，特别是在《电讯报》上分享了关于“策划人”比尔·盖茨和新冠肺炎疫苗的阴谋论。
2020年5月10日，科罗拉多信息分析中心（CIAC）发布的一份关于新冠肺炎抗议虚假信息运动的公告描述了“骄傲男孩，一个极右极端主义组织，如何在推特、脸书和电报上积极传播有关新冠肺炎的阴谋论”，暗示“一派精英正在将病毒武器化，疫苗很可能是控制人口和精神的工具。”CIAC公告还警告称，“虚假信息的传播有可能引发内乱和大规模恐慌”。
2020年10月1日，《卫报》报道称，几家美国机构不同程度地将“骄傲男孩”描述为“一个危险的‘白人至上主义’团体”、“白人至上主义者”、“极端主义者”和“一个团伙”，执法部门对“该团体对少数群体和警察的威胁及其阴谋论”表示关切，包括新冠肺炎的错误信息和阴谋论。
2022年1月23日，一群骄傲男孩参加了反对公共卫生措施的大型集会。该活动由反疫苗接种组织“儿童健康保护”组织，小罗伯特·F·肯尼迪和德尔·比格特里等运动领导人参加了活动。

#### Anti-BLM 抗议者
2020年1月，骄傲男孩参加了弗吉尼亚州里士满举行的第二修正案大型集会。他们反对“黑人的命也是命”的抗议活动，并将拆除邦联领导人和其他历史人物雕像的企图视为“摧毁美国历史的左翼阴谋”。
2020年5月30日，脸书官员报告称，内部系统标记了骄傲男孩相关账户的活动，这些账户鼓励“武装煽动者”参加乔治·弗洛伊德被谋杀后的抗议活动。
到2020年在爱达荷州、俄勒冈州和华盛顿州有十几个分会。2020年6月，骄傲男孩的成员在华盛顿州西雅图的国会山自治区集会，试图对抗抗议者。
华盛顿居民、骄傲男孩成员因在波特兰和西雅图街头政治抗议期间斗殴而闻名，于2020年8月28日在华盛顿被捕。他因2018年6月被判轻罪袭击罪，导致一名抗议者缝针和脑震荡，多次违反缓刑规定而被通缉。曾隶属于爱国者祈祷会的他曾被观察到与骄傲男孩成员一起参与其他袭击，包括2018年5月在华盛顿克拉克县购物中心发生的袭击和2020年6月在西雅图发生的袭击。
艾伦·斯温尼是得克萨斯州的骄傲男孩成员，于2020年9月30日被捕，并被关押在俄勒冈州，罪名是“多项袭击指控，包括用枪指着他人、非法使用武器和非法使用催泪瓦斯、电击枪或狼牙棒。”，2020年，他用油漆球枪毁了一名男子的眼睛，用熊牙棒向游行者喷射，并用一把上膛的.357手枪指着其他人。他被判有罪，判处10年有期徒刑，并接受三年以上的监管。

#### 2020年总统辩论
在2020年9月29日举行的2020年第一场总统辩论中，主持人克里斯·华莱士问唐纳德·特朗普总统：“今晚，你愿意谴责白人至上主义者和民兵组织，并说他们需要下台，不要像我们在基诺沙和波特兰看到的那样加剧这些城市的暴力吗？”特朗普回答说：“当然，我愿意这么做。”然后他要求澄清，华莱士提到“白人至上主义者和右翼民兵”。在交流中，民主党总统候选人乔·拜登回答说“骄傲男孩”，特朗普回答说：“骄傲男孩，退后，站在一边，但我告诉你，我会告诉你，必须有人对反法和左翼采取行动，因为这不是右翼的问题。”不久之后，骄傲男孩的组织者之一乔·比格斯，通过他的社交媒体账户分享了一个印有总统“退后”和“待命”字样的标志。
一位研究人员表示，辩论结束后，“骄傲男孩”在Telegram频道的会员数量增长了近10%。《华盛顿邮报》报道称，特朗普的言论很快“被载入模因，其中一个模因描绘了特朗普穿着骄傲男孩的标志性马球衫。另一个模因为特朗普引用了这句话，旁边还有一张胡子拉碴的男人举着美国国旗，似乎在准备打架的照片。”
9月30日，特朗普总统澄清了他的声明，称他“不知道骄傲男孩是什么”，“他们应该下台。让执法部门来做他们的工作。”10月1日，特朗普在肖恩·汉尼蒂的节目中说：“我已经说过很多次了，让我再次明确：我谴责他们。我谴责所有白人至上主义者。我谴责骄傲男孩。我对骄傲男孩了解不多，几乎一无所知。但我谴责这一点。”
在10月22日的第二场也是最后一场总统辩论中，民主党候选人乔·拜登错误地将骄傲男孩称为“穷男孩”，这一说法在社交媒体上疯传。

#### 2020年总统竞选期间的外国虚假信息
在2020年10月的总统竞选期间，阿拉斯加、亚利桑那州、佛罗里达州和宾夕法尼亚州的民主党选民收到了声称来自骄傲男孩的威胁电子邮件，这三个州是即将到来的选举中的摇摆州。这些电子邮件警告说：“你会在选举日投票给特朗普，否则我们会追上你。”骄傲男孩主席恩里克·塔里奥否认该组织参与其中，并表示他已就此与联邦调查局进行了交谈。塔里奥告诉《华盛顿邮报》，“两周前，我相信谷歌云服务将我们从他们的平台上删除，所以我们启动了一个url传输，该传输仍在进行中。我们只是有点从未使用过它。”《迈阿密新时报》报道称，这些电子邮件来自骄傲男孩的两个网站之一，塔里奥表示该网站已经一年半没有更新了。塔里奥补充说，骄傲男孩的一封真实电子邮件将来自proudboysusa.com。美国联邦调查局宣布，伊朗情报部门应对发送来恐吓佛罗里达州选民的伪造电子邮件负责，并补充说，俄罗斯也在努力影响选举。每个国家的官员都否认了这些指控。

### 2021年的活动
2020年12月12日，阿什伯里联合卫理公会教堂，华盛顿特区历史上最古老的黑人教堂，在当天早些时候的反堕胎抗议后，成为恩里克·塔里奥和骄傲男孩的目标。他们亮出白人至上主义者的手势，推倒并焚烧了教堂升起的“黑人的命也是命”的标志。警方表示，有三十多人被捕，四座教堂遭到破坏。教堂牧师将这些行为描述为“让人想起交叉焚烧”，并对当地警方未能进行干预表示难过。骄傲男孩领袖恩里克·塔里奥声称对这起事件负责，警方已将其定为仇恨犯罪。
塔里奥于2021年1月4日被捕，此前警方在一次交通拦截中在他的车内发现了武器弹匣。他被控一项破坏财产罪（轻罪）和两项持有大容量供弹装置罪（重罪）。塔里奥承认了这两项指控，并于2021年8月24日被判处近六个月的监禁，从9月6日开始。
大都会非洲卫理公会圣公会教堂也于2020年12月12日遭到破坏，并起诉了骄傲男孩和塔里奥。该案法官还发布了一项禁令，禁止塔里奥进入哥伦比亚特区，但与法庭事务有关的有限例外情况除外。

## 参与2021年国会大厦袭击事件
骄傲男孩的成员参与了2021年1月6日对美国国会大厦的袭击，该组织的一些成员戴着橙色帽子出现在那里。正如塔里奥几天前在Parler的一篇帖子中所建议的那样，一些成员穿着全黑的衣服，而不是通常的黑黄相间的衣服，检察官表示，这显然是在模仿反法西斯成员的外表。
《华尔街日报》对“骄傲男孩”成员在社交媒体上发布的帖子进行了审查，结果显示，该组织多次援引特朗普的信息作为行动呼吁，并对这些逮捕以及他们认为特朗普在乔·拜登就职前几天缺乏行动感到沮丧。
2020年12月30日，骄傲男孩举行视频会议，宣布成立一个名为自卫部的精英分会。在会议上，恩里克·塔里奥指示成员们应该避开其他抗议者，行为有序，永远不要越过警察的警戒线。
据ADL称，骄傲男孩的一名前成员于2019年成立了新纳粹极端组织NSC-131。NSC-131还参加了1月6日对国会大厦的袭击，并吹嘘自己偷了头盔和警棍等警用装备。
《纽约时报》的一段名为“骄傲男孩如何闯入国会大厦”的调查视频以及纪录片制作人尼克·奎斯特德在1月6日委员会听证会上的证词和视频显示，骄傲男孩在1月六日的起义中发挥了关键作用。《泰晤士报》的视频调查得出结论：“……骄傲男孩发挥了关键作用，从暴力事件的第一刻到多次闯入国会大厦，同时给人留下的印象是，只有普通抗议者在领导指控。”
1月6日委员会听证会上播放的视频显示，当骄傲男孩向爱德华兹推路障时，爱德华兹警官被推到自行车架后面，把她从脚上撞倒，导致她的头撞在水泥台阶上。
后来，随着袭击的进展，骄傲男孩队在西侧被国会警察拦下。《纽约时报》的视频调查显示，“骄傲男孩”的领导人是如何退缩的，评估了大约15分钟的情况，然后将他们的攻击转向了薄弱环节。重新定向的工作集中在东侧和通往建筑入口的脚手架上。在骄傲男孩的领导下，东侧的抗议者现在很容易就超过了广场上的警察。在西侧，在脚手架台阶上进行了大约20分钟的战斗后，骄傲男孩冲破抵抗，冲上了国会大厦的台阶。最早闯入国会大厦的事件之一是骄傲男孩多米尼克·佩佐拉用偷来的警察盾牌打碎窗户。
《泰晤士报》的报道“……发现了骄傲男孩在地面上行动的模式”。在这个例子中，“在国会大厦被攻破的关键时刻，该组织一次又一次地使用相同的策略：确定进入大楼的入口，激怒其他抗议者，有时直接加入暴力。当遇到抵抗时，该组织的领导人重新评估，骄傲男孩团队瞄准了国会大厦的新入口。”
美国众议院国土安全委员会主席、众议员本尼·G·汤普森对唐纳德·特朗普、鲁迪·朱利安尼、誓言守护者创始人斯图尔特·罗德斯和骄傲男孩国际有限责任公司提起了联邦诉讼。该诉讼称，1月6日在国会大厦发生的事件违反了1871年第三次执行法案，恩里克·塔里奥称这起诉讼“无聊”。
《纽约时报》2021年3月报道称，这起事件导致骄傲男孩和其他极右翼团体分裂，他们对袭击是否过火或成功存在分歧，并对其组织的领导能力表示怀疑，这引发了人们对越来越多的独狼行为者的担忧，他们将更难监控，可能会采取更极端的行动。
《泰晤士报》还报道称，联邦调查局正在调查入侵前几天白宫一名未透露姓名的助手与骄傲男孩一名未具名成员之间的通信。这些通信是通过检查手机元数据检测到的，与之前已知的罗杰·斯通和骄傲男孩之间的联系是分开的。
检察官在2021年3月的一份法庭文件中援引脸书上的私人信息称，在袭击发生前的几周，佛罗里达州誓言守护者领袖凯利·梅格斯联系了骄傲男孩，他说骄傲男孩可以成为“力量倍增器”，他在誓言守护者、骄傲男孩和三个百分比者佛罗里达分会之间“组织了一个联盟”。波特兰的一家美国地方法院还指控该组织成员俄勒冈州的两兄弟因与国会大厦袭击事件有关的行为而犯有联邦暴力和恐怖主义罪。
联邦法官Royce Lamberth拒绝在审判前释放佛罗里达州东那不勒斯的“骄傲男孩”成员Christopher Worrell，理由是他在脸书上发布的帖子威胁要报复那些他认为将他“出卖”给联邦调查局的人。
2023年5月19日，一名华盛顿特区警察中尉因涉嫌在与塔里奥的通信中撒谎而被捕。

### 共谋指控
司法部于2021年2月3日宣布，两名“骄傲男孩”成员因阴谋罪被起诉。2月11日，又有五名与骄傲男孩有关联的人被指控犯有阴谋罪，2月26日又有六人被指控。随后，联邦大陪审团对其他人提出了阴谋指控。联邦检察官考虑根据《受骗子影响和腐败组织法》提出指控，该法通常用于起诉有组织犯罪集团。
2021年11月23日，塔里奥和骄傲男孩国际有限责任公司因1月6日的袭击事件被美国众议院特别委员会传唤。委员会认为，该组织的成员掌握了有关活动筹备情况以及导致随后暴力事件的原因的信息。
12月，一名联邦法官驳回了四名“骄傲男孩”成员的论点，即他们参与袭击可以被视为受保护的第一修正案示威。

### 煽动阴谋罪被定罪
原定于2022年8月8日进行的审判被推迟，因为在1月6日众议院委员会发布最终报告之前，检察官和被告的律师都无法获得相关的采访记录。（该委员会曾表示，在完成自己的工作之前，不想与司法部分享证人证词。）由于无法获得众议院委员会的采访记录，两名被告曾表示要重新安排8月份的审判，而政府也表示同意，只要所有五名被告都能在12月一起受审。
审判于2022年12月19日开始。美国地区法官蒂莫西·凯利允许检察官播放2020年唐纳德·特朗普要求骄傲男孩“退后，袖手旁观”的视频。2023年1月28日，据报道，骄傲男孩被告计划传唤特朗普出庭作证。
2023年5月4日，塔里奥、诺丹、比格斯和里尔被判犯有煽动阴谋罪、阴谋妨碍官方程序罪、妨碍官方程序、阴谋阻止国会议员和联邦执法人员履行职责罪、内乱罪和破坏政府财产罪。佩佐拉被判煽动阴谋罪不成立，但被判犯有其他严重重罪。陪审团还裁定佩佐拉犯有袭击、抵抗或阻碍某些官员以及涉及政府财产的抢劫罪。
2023年8月31日，驕傲男孩领导人乔·比格斯被判17年监禁，在联邦监狱服刑。9月1日，组织成员伊桑·诺丁和多米尼克·佩佐拉分别被判18年和10年监禁。9月6日，组织领导人恩里克·塔里奥被判监禁22年。

### 2021年国会大厦袭击事件后的行动

#### 阿拉巴马州
2021年国会大厦袭击事件发生后，恩里克·塔里奥被发现在2012年至2014年间是联邦和地方执法部门的线人。阿拉巴马州骄傲男孩在Telegram上正式表示，“我们拒绝并否认已证实的联邦线人恩里克·塔利奥，以及选择与他有关联的任何和所有章节。”

#### 俄勒冈州波特兰游行
2021年8月23日，骄傲男孩在俄勒冈州波特兰市举行集会，与反法示威者发生冲突。来自得克萨斯州的骄傲男孩Alan Swinney参加了在俄勒冈州波特兰市举行的乔治·弗洛伊德游行，他在游行中“冷静而冷静地使用或威胁使用武力”，向游行者喷洒狼牙棒，用漆球枪随意射击（导致一名游行者失去一只眼睛），并用上膛的枪威胁其他人。他被判袭击未遂、二级非法使用狼牙棒和持枪，被判处10年监禁。

#### 加利福尼亚州
2022年6月12日，一个被阿拉米达县警长办公室认定为骄傲男孩的团体袭击了圣洛伦佐图书馆的儿童变装皇后故事时间活动。据报道，变装皇后故事小时的成员形容该组织“极其好斗”，在活动中大喊恐同和恐跨性别的诽谤，“完全吓坏了孩子们”。警长办公室正在调查这起袭击事件，认为其可能是仇恨犯罪。

## 态度

### 政府

#### 美国
2018年11月下旬，克拉克县警长办公室的一份内部备忘录显示，联邦调查局已将骄傲男孩指定为极端主义组织，但后来澄清说，只有某些成员是与白人民族主义有关的极端主义威胁。
2019年，科罗拉多州信息分析中心（该州版本的国土安全部）和科罗拉多州公共安全部发布了22页的《科罗拉多州的暴力极端主义：执法参考指南》，各组织在“白人至上极端主义”标题下讨论了骄傲男孩。据《卫报》报道，国家反恐中心网络的成员组织对骄傲男孩发出了警告。该指南称骄傲男孩是“对科罗拉多州的威胁”，并将他们与新纳粹恐怖组织原子弹分部联系起来，以及2018年与落基山Antifa的暴力冲突如何以骄傲男孩的两名成员被捕而告终。报告中关于骄傲男孩的指导意见将他们描述为“一个危险的白人至上主义团体”，一个白人至上主义极端主义威胁，并“担心白人至上主义极端分子将继续攻击威胁他们高加索优越感信仰的社区成员”。
同样在2019年，奥斯汀地区情报中心（ARIC）编制了一份关于奥斯汀骄傲游行潜在危险的特别事件威胁评估。ARIC认定骄傲男孩与“对骄傲月日益强烈的反对”有关，该月以异性骄傲运动的形式出现，并指出2019年6月在华盛顿州西雅图举行的跨性别骄傲活动被“另类右翼骄傲男孩组织”扰乱。

#### 加拿大
加拿大公共安全和应急准备部长比尔·布莱尔于2021年1月宣布，加拿大正在考虑将骄傲男孩指定为恐怖组织。
2021年1月25日，加拿大下议院一致通过了一项动议，呼吁政府“使用所有可用的工具来解决白人至上主义和仇恨团体的扩散问题，首先立即将骄傲男孩指定为恐怖实体。”
2021年2月3日，骄傲男孩在加拿大被正式指定为恐怖组织。公共安全部长比尔·布莱尔将13个新团体（包括四个出于意识形态动机的暴力极端主义团体，原子弹部队、基地、俄罗斯帝国运动和骄傲男孩）列入《刑法》恐怖实体名单。
加拿大刑法第83.0，条将恐怖实体定义为“（a）以便利或实施任何恐怖活动为目的或活动之一的实体，或b）列入名单的实体，包括此类实体的协会。“列入名单的实体是指总督会同行政会议根据第83.05条设立的名单上的实体。如果总督会同行政委员会确信有合理理由相信（A）该实体在知情的情况下实施、试图实施、参与或协助恐怖主义活动；或（b）该实体在知情的情况下代表（a）段所述实体、按照其指示或与之联合行事。
根据《刑法》第83条，为恐怖主义目的提供使用或拥有财产是可起诉的罪行。由于上市，加拿大境内或加拿大境外的任何人不得在知情的情况下为集团处理该财产、提供金融服务或促成任何交易。金融机构不能处理付款或向已知成员提供贷款，并被要求向监管机构报告财产或交易。 该名单并不意味着该组织被禁止，也不意味着加入该组织是犯罪。“骄傲男孩”的成员身份未被定为犯罪。向上市实体提供财产或金融服务是一种犯罪，这使得向该组织缴纳会费在加拿大成为恐怖主义犯罪。购买“骄傲男孩”商品可能是犯罪行为，旅行限制可能适用于与该团体有关联的人。此外，如果参与和贡献的目的是增强后者为恐怖活动提供便利或实施恐怖活动的能力，也将其定为犯罪。这种行为包括招募受训人员、跨越国际边界以及提供或提供技能或专业知识。
加拿大骄傲男孩组织宣布将于2021年5月2日解散，并否认其为恐怖分子或白人至上组织。分析人士警告称，该集团可能会选择在加拿大境内重塑品牌，并指出，位于安大略省汉密尔顿市的骄傲男孩分会开始使用“加拿大第一”的名称。

#### 新西兰
2022年6月下旬，警察局长安德鲁·科斯特和总理杰辛达·阿德恩将骄傲男孩和另一个名为基地的极右翼组织定为恐怖组织。由于被认定为恐怖分子，根据《制止恐怖主义法》，任何与这些组织有财产或金融往来的人都将面临起诉和最高七年监禁。

### 南方贫困法律中心
尽管据推测，麦金尼斯在2018年11月卸任主席后切断了与骄傲男孩的联系，但他于2019年2月在阿拉巴马州联邦法院对南方贫困法律中心（SPLC）提起诽谤诉讼，指控SPLC将骄傲男孩指定为“普遍仇恨”团体。南方贫困法律中心认为这起诉讼“是一种赞扬”，表明“我们正在做我们的工作”。在其网站上，南方贫困法律中心表示，“麦金尼斯玩了一个口是心非的修辞游戏：拒绝白人民族主义，尤其是‘另类右翼’一词，同时支持其一些核心原则”，该组织的“普通成员”领导人经常发表白人民族主义迷因，并与已知的极端分子保持联系。他们以反穆斯林和厌恶女性的言论而闻名。骄傲男孩与其他仇恨团体一起出现在极端主义集会上，比如夏洛茨维尔的“团结右翼”集会。”McInnes由Ronald Coleman代理。除了诽谤，McInnes还声称对经济优势的侵权干涉、“对隐私的虚假侵犯”以及“协助和教唆就业歧视”。“提起诉讼的第二天，麦金尼斯宣布他已被加拿大极右翼媒体集团The Rebel media重新聘用。南方贫困法律中心于2019年4月提出动议，驳回诉讼。

### 诉讼
2019年5月17日，俄亥俄州的比尔·伯克对骄傲男孩、凯斯勒以及与“团结右翼”集会有关的其他多人和团体提起了300万美元的诉讼。伯克在2017年8月夏洛茨维尔汽车袭击事件中受重伤。这份长达64页的初步起诉书称，被点名的各方“密谋策划、推动和实施夏洛茨维尔的暴力事件”。根据伯克的说法，他的身体和精神伤害导致了“严重的心理和情感痛苦”。

### 社交媒体禁令
“骄傲男孩”组织已被脸书、Instagram、推特和YouTube禁止。

## 分支

### 另类骑士兄弟会
2017年，凯尔·查普曼在2017年伯克利抗议活动后被戏称为“基地Stickman”，他组建了骄傲男孩的准军事派别，名为另类骑士兄弟会（FOAK）。极右翼人物Augustus Sol Invictus担任FOAK的副手，直到他离开小组。

### 加拿大分会
美国国会大厦遇袭后，渥太华分会和曼尼托巴分会关闭。2021年5月2日，加拿大骄傲男孩在Telegram上的骄傲男孩美国频道上宣布“正式解散”。

## 标志
骄傲男孩的成员可以通过使用黑色和黄色的弗雷德·佩里马球衫、美国国旗、MAGA帽子和军用盔甲来识别。会员经常携带枪支，骄傲男孩使用的一个讽刺的流行语是uhuru，在斯瓦希里语中的意思是“自由”。
在2021年美国国会大厦遇袭事件中，骄傲男孩们换上了橙色的帽子和全黑的服装。

### 弗雷德·佩里服装协会
从成立之初，骄傲男孩就根据麦金尼斯的建议，穿上了英国服装品牌弗雷德·佩里的黑色和黄色马球衫。该品牌此前曾在20世纪70年代与光头党和英国国民阵线有过负面联系，他们发表了几份公开声明，与骄傲男孩的信仰保持距离，并呼吁成员停止穿他们的衣服。
2017年，弗雷德·佩里的首席执行官约翰·弗林在向加拿大广播公司电台发表的一份声明中谴责了与骄傲男孩的关系，他说：“我们不支持你所说的理想或团体。这与我们的信仰和我们共事的人背道而驰。”自2019年9月以来，这些衬衫就没有在美国销售过。2020年9月，这家零售商宣布，在与骄傲男孩的合作结束之前，不会在美国销售这些产品。

### MAGA帽子
骄傲男孩通常戴着代表美國前總統川普競選口號『Make America Great Again』縮寫的红色帽子参加集会，通常与弗雷德·佩里的黑色和黄色马球衫一起佩戴。

### 6百万
“6MWE”是一个反犹太主义的口号，出现在一些与骄傲男孩有关的服装上。这是一个缩写词，意思是“600万还不够”，指的是犹太大屠杀受害者的人数。该口号可能与纳粹德国支持的意大利法西斯政府意大利社会共和国的象征一起出现。
2021年1月7日，在MSNBC与劳伦斯·奥唐纳的《最后的话》一集中，主播谴责了穿着反犹太主义服装冲击国会大厦的暴徒，其中包括一名据称穿着印有6MWE口号的衬衫参与袭击的暴徒。然而，《前进报》进行的一项事实核查发现，暴徒衬衫上印有标语的照片是2020年12月在国会大厦举行的骄傲男孩集会上拍摄的。

## 更多閱讀
- Lowry, Rich. . 國家評論. 2018-10-19  [2020-10-01]. （原始内容存档于2018-10-22）. （页面存档备份，存于）
- Pullmann, Joy. . The Federalist (website)（英语：The Federalist (website)）. 2017-10-16  [2020-10-01]. （原始内容存档于2020-12-13）. （页面存档备份，存于）

## 外部連結
- . Official Proud Boys.   [2020-10-23]. （原始内容存档于2020-10-17）. （页面存档备份，存于） 原連接已經失效，僅能從網絡備份閱讀舊版內容
- 美國官網 （页面存档备份，存于）